# 水田 (地名)
水田，是台灣新竹市的一個地名，在今東區、北區交界地帶，範圍包括東區的復興里、復中里、文華里、錦仁里、親仁里及北區的水田里等。

## 歷史
台灣清治末期至日治前期，該地區為一街庄，稱為「水田庄」，隸屬於竹北一堡。該庄北與樹林頭庄、湳雅庄為鄰，東與溪埔仔庄為鄰，南邊為東勢庄、新竹街，西邊為崙仔庄。
1920年（日治大正九年），改制為「水田」大字，隸屬於新竹州新竹郡新竹街。1930年新竹街升格為新竹市，該地區仍屬之。戰後之初新竹市改制為省轄市，大字亦改制為里。其後因人口增加，已拆分為許多個里。

## 交通
省道台1線穿越本地區北部，往北可前往北台灣各地，往南可前往中台灣、南台灣各地。縣道122號穿越本地區西南部，往東可前往竹東，往西可前往南寮。

## 學校
- 三民國中
- 曙光女中
- 北門國小
- 三民國小
- 曙光國小

## 公園
- 中央公園